# 超時空甩尾
《超時空甩尾》（REDLINE）為2010年10月9日時於日本公開上映的動畫電影以及羅加諾國際影展、安錫國際動畫影展、2010高雄電影節等的參展作品。
小池健與《超時空甩尾》被收錄在曾主持Podcast節目「吉卜力圖書館」（Ghibliotheque）、撰寫《吉卜力電影完全指南》的廣播人兼作家麥可．里德（英語：Michael Leader）和製片兼作家傑克．康寧漢（英語：Jake Cunningham）著作的《日本經典動畫指南》（英語：The Ghibliotheque Anime Movie Guide: The Essential Guide to Japanese Animated Cinema），做為介紹日本動畫歷史80年期間30名位導演與30部經典動畫的案例。

## 概要
為MADHOUSE所製作的美式漫畫風格科幻賽車動畫電影。導演為製作《駭客任務：立體動畫特輯「世界紀錄」》的小池健。配音演員為木村拓哉、蒼井優、浅野忠信等。耗時7年以手繪的方式進行製作，而作畫張數約10萬張。
為於2010年1月17日逝世的郷里大輔的遺作。
宣傳標語為「超越極限」。

## 故事簡介
在傳統四輪車輛被空氣動力車取代的時代，有著五年一度決定宇宙最快，為了獲勝即使使用武器也沒關係的賽事『REDLINE』。其最新一屆的的舉辦地選在了史上最險惡的星球「機界」，好戰的機界軍將車手視為是侵入者而出動了，受到了猛烈攻擊干擾的賽事其結果將會是......。

## 登場角色
JP（配音：木村拓哉）
本名為Joshua·Punkhead。與那超巨大飛機頭和皮夾克等引人注目的外表相反，事實上是個超害羞的純情男。駕駛的車子上沒有搭載任何的武器，單純只靠速度決勝負，因此而被人稱為「不帶武器的溫柔王子」。駕駛車輛為Trans Am20000改WR。
索諾西·瑪格雷（配音：蒼井優）
海洋族、人魚系。生長於廢物商之中，因父親也是個車手的關係自小就開始參加賽事，在12歲時就打下「WIGP」最年少優勝紀錄，現為了找尋離家而去的父親而持續參加賽事中。駕駛車輛為Crab Sonoshee。
佛瑞斯比（配音：浅野忠信）
與JP搭檔的車輛維修師。對於車子的愛好不輸給JP，但為了打造能夠讓JP在比賽中獲勝的車子而欠下高額的債務，並在不經意之下染手了造假比賽的行為。
土龍老爹（配音：青野武）
收購廢品的商人，JP與佛瑞斯比的隊友。總是能夠以低價弄到好的引擎。
Lynchman（配音：我修院達也）
出身不明的惡役英雄。駕駛車輛為Lynch Car。
裘尼伯亞（配音：岡田義德）
卡涅塔族、雑種。因為崇拜Lynchman而成為了他的弟子。駕駛車輛為Lynch Car。
Trava（配音：津田寛治）
阿尼斯達族、雑種。Speed Master的駕駛。
秦凱（配音：森下能幸）
海洋族、雑種。為Speed Master的副駕駛兼車輛的維修師。
Boin Boin（配音：阪井茜）
勁草族、族長直系。「Super Boins」姊妹組合中的一人，為Redline賽事中首次成為偶像的選手。駕駛車輛為Boin Car。
Boss Boss（配音：AKEMI）
勁草族、族長直系。「Super Boins」姊妹組合中的一人，為Redline賽事中首次成為偶像的選手。駕駛車輛為Boin Car。
博爾頓上校（配音：石塚運昇）
機界軍的防衛大臣。身體器官幾乎都已金屬化，有著在1對1互毆的情形下絕對不會輸的自信。為機界軍裡唯一可以與生物兵器融合、控制的男人。
機頭鐵仁（配音：石井康嗣）
海洋族、雜種。能夠與車輛一體化的車手，身上裝有迴轉式插座，能夠藉由自己的身體來控制加速裝置。已蟬連多屆Redline賽事，唯一擁有種子選手權的人。駕駛車輛為God Wing， 疑似為索諾西‧瑪格雷之父。
三木（配音：三木俊一郎）
來自人造衛星·地球船的31歳童貞二人組。駕駛車輛為Semimaru。
轟木（配音：轟木一騎）
來自人造衛星·地球船的31歳童貞二人組。駕駛車輛為Semimaru。
哈梅西·弗力尼（大猩猩騎士）（配音：郷里大輔）
賢猿族。已連續參加Redline賽事3次的常客。駕駛車輛為Gorilla Tank。
國防部長（配音：堀內賢雄）
「機械世界」星球國防部長。能操作秘密武器三點分解砲。

## 製作人員
- 原作：石井克人
- 導演：小池健
- 企劃：丸山正雄
- 編劇：石井克人、榎戸洋司、櫻井圭記
- 音響導演：石井克人、清水洋史
- 音響效果：坂本典之
- 整音：丸井庸男
- 音樂：James Shimoji
- 製作人：吉田健太郎、小池由紀子
- 動畫製作：MADHOUSE
- 製作：二宮清隆
- 支援：文化廳
- 發行商：東北新社
- 宣傳：KICCORIT、Alcine Terran

## 主题曲
片尾曲：《REDLINE DAY》——Rob Laufer
插入曲：《And it’s so beautiful》——Kitty Brown
《Let me love you》——Veronica Torraca-Bragdon
《彼のシフトはブンブンブン》——SUPER BOINS
              《Get The Stones》——Andrew O.Jones

## 外部連結
- （日語）官方网站
- 互联网电影数据库（IMDb）上《超時空甩尾》的资料（英文）
- 爛番茄上《超時空甩尾》的資料（英文）
- AllMovie上《Redline》的资料（英文）
- http://www.madhouse.co.jp/works/2010-2009/works_movie_redline.html （页面存档备份，存于）